# I skuggan av en stövel
I skuggan av en stövel är en kuplett av Karl Gerhard i revyn Mitt vänliga fönster från 1934. Den spelades på Folkan (Folkteatern) i Stockholm.
Kupletten framfördes av Zarah Leander. Verserna handlar bland annat om förföljelser av judarna i Nazityskland.
Stig Ahlgren har i en analys i boken "Den okände Karl Gerhard" (1966) gjort iakttagelsen att Tyskland aldrig nämns i texten. Första och andra strofen behandlar Hollywood, USA och Storbritanniens indiska imperium samt kritiserar förbudet mot immigration av judar till Brittiska Palestinamandatet, som då var ett brittiskt protektorat. Tredje strofen nämner kända personer som tvingats lämna Tyskland, Albert Einstein, Max Reinhardt och Elisabeth Bergner, men säger bara att "Europa mistat sitt förstånn' / Steget mot kultur / tas när vi går ur / skuggan ifrån Babylon". Trots det uppfattades visan som antinazistisk och väckte stor uppmärksamhet 1934.
Melodin är tagen från den amerikanska sången Shanghai Lil (musik av Harry Warren och text Al Dubin) som sjöngs i James Cagney-filmen Footlight Parade (1933).
Zarah Leander spelade aldrig in numret, och framförde det inte efter att hon 1943 flyttat hem till Sverige. Sången finns inspelad av Karl Gerhard och även av Eva-Britt Strandberg, som en del av musikalen Zarah! om Zarah Leanders liv, uppförd 1987. 